# Viviendas del 208-218 de East 78th Street
Las Viviendas del 208-218 de East 78th Street  es un edificio histórico ubicado en Nueva York, Nueva York. El Viviendas del 208-218 de East 78th Street se encuentra inscrito  en el Registro Nacional de Lugares Históricos desde el 30 de junio de 1983. 

## Ubicación
Las Viviendas del 208-218 de East 78th Street se encuentra dentro del condado de Nueva York en las coordenadas 40°46′23″N 73°57′28″O / 40.773056, -73.957778.